# Морозовка (Владимирская область)
Морозовка — деревня в Гороховецком районе Владимирской области России, входит в состав Куприяновского сельского поселения.

## География
Деревня расположена в 1,5 км на север от центра поселения деревни Выезд и в 4 км на юг от Гороховца.

## История
В XIX — первой четверти XX века деревня входила в состав Красносельской волости Гороховецкого уезда, с 1926 года — в составе Гороховецкой волости Вязниковского уезда. В 1859 году в деревне числилось 62 двора, в 1905 году — 80 дворов, в 1926 году — 81 двор.
С 1929 года деревня являлась центром Морозовского сельсовета Гороховецкого района, с 1940 года — в составе Куприяновского сельсовета, с 2005 года — в составе Куприяновского сельского поселения.

## Население
| 1859 | 1905 | 1926 | 2002 | 2010 | 2021 |
| ---- | ---- | ---- | ---- | ---- | ---- |
| 493  | ↗554 | ↘316 | ↘147 | ↘118 | ↘76  |

## Известные уроженцы, жители
В деревне жил с семьёй Еронин, Василий Алексеевич, первый директор ТатНИИ (1956—1964)